# أبو بكر بن أبي داود
ابن أبي داود المكنى بأبي بكر هو عبد الله بن سليمان بن الأشعث بن اسحاق بن بشير بن شداد بن عمرو بن عمران الأزدي السجستاني أحد العلماء المسلمين من القرن الثالث الهجري اهتم بسمع الأحاديث والآثار وكان شديد الحرص على كتابة وتدوين ما يسمعه. صاحب والده أبو داود الذي طاف به شرقا وغربا في رحلة طلب العلم من سجستان إلى فارس مرورا بالعراق إلى الشام فالجزيرة العربية ومصر، حيث سمع في تلك الأمصار من علماء ذلك الوقت. وابن أبي داود هذا هو مؤلف كتاب المصاحف وكتاب البعث.

## النقد والتقييم
أورد ابن عدي في كتابه الكامل في الجرح والتعديل: «سمعت علي بن عَبد الله الداهري يقول: سَمعتُ أحمد بن مُحَمد بن عَمْرو بن عيسى كركر يقول: سَمعتُ علي بن الحسين بن الجنيد يقول: سَمعتُ أبا داود السجستاني يقول: ابني عَبد الله هذا كذاب.»، وذكر ابن عدي نفس الكلام بسند آخر.

### الجرح
قال الدارقطني ثقة كثير الخطأ في الكلام على الحديث.

### التعديل
قال الذهبي الإمام العلامة الحافظ شيخ بغداد أبو بكر السجستاني صاحب التصانيف، وقال أبو محمد الخلال كان أبو بكر أحفظ من أبيه أبي داود.